# Cumpagnia d'i Ventemigliusi
Attorno all'anno Mille, nell'evoluzione della grande lotta fra l’Impero e la Chiesa per causa delle investiture, l'ordinamento di molte città italiane in Libero Comune era stato fortemente aiutato da quelle associazioni di mutua guarentigia, nelle quali artisti, mercanti, uomini di città e di contado cercarono di procurarsi una forza ordinata che potesse considerarsi la legge che garantiva il vivere comune all'interno della città e nei rapporti con altre entità; dov'era possibile, eliminando le prepotenze dei nobili e le angherie dei feudatari.
Tali associazioni, chiamate "compagne", avevano armi e rendite proprie, ed erano dirette da consoli, magistrati di nome romano, che in molti casi erano anche eletti alla direzione del Comune stesso. Le compagne, scrive il Raggio (Illustrazioni agli Statuti Consulatus januensis), furono quelle che scalzarono il potere dei feudatari; e Ventimiglia, pari a tutte le città marittime fiorenti per commercio, dovette appunto a tali associazioni la sua emancipazione dai Conti; e tale si fu l’importanza della Cumpagnia ventimigliese, che i Conti istessi furono costretti a giurarla.
Cumpagnia d'i Ventemigliusi è il nome dato ad un'associazione, fondata nel 1927, che si propone di mantenere vivo il dialetto e le tradizioni di Ventimiglia, di far conoscere la sua storia, difendere i suoi monumenti, le sue bellezze naturali e di aiutare tutte le iniziative atte al suo progresso.

## Storia
Ispirati dalla verve di un professore del locale liceo, il toscano Vieri Bongi, che teneva un "salotto letterario" al "Caffè Ligure", alcuni giovani ventimigliesi, sollecitati anche dalla nascita di alcune associazioni per la salvaguardia delle tradizioni, che erano state annunciate a Genova, Savona e a Monaco, si riunirono, il 21 aprile del 1927, per stendere uno statuto che prevedesse di rendere attuabili ed attuali gli spiriti che, storicamente, avevano dato vita al Felibrismo ed al Libero Comune.

## Le sezioni dellaCumpagnia
La Cumpagnia d'i Ventemigliusi si articola in sette sezioni:
- l'Academia ventemigliusa de Cultüra Intemelia (in italiano Accademia di cultura Intemelia[2]), che «si propone di riunire tutte le persone che attraverso le scienze, le lettere, le arti e in ogni modo attraverso il pensiero, l'azione e le opere dell'intelletto, abbiano valorizzato o intendono valorizzare l'immagine, la lingua, la storia, le tradizioni, le bellezze naturali, i monumenti e l'economia del territorio intemelio»
- la compagnia teatrale dialettale Cumpagnia d'u Teatru Ventemigliusu[3]
- i Centri de cultüra intemelia, che si propongono di diffondere nelle scuole (mediante l'inserimento nei programmi scolastici) la cultura e il dialetto locale[4]
- la corale in costume Cumpagnia cantante[5]
- gli sbandieratori della "Rappresentativa comunale degli Sbandieranti dei Sestieri" con le "Tamburine del Libero Comune Marinaro"[6]
- i balestrieri della "Compagnia Balestrieri Città di Ventimiglia"[7]
- l'associazione degli Spantegai (ventimigliesi che per motivi professionali risiedono lontano dalla città)[8]

La compagnia cura inoltre l'edizione di numerose pubblicazioni, principalmente dedicate a tematiche etnolinguistiche e storiche (vedi bibliografia).
All'interno dell'attività editoriale della Cumpagnia ha particolare rilevanza  Intemelion - Quaderno annuale di Studi Storici dell'Accademia di cultura intemelia, una pubblicazione con cadenza annuale il cui comitato scientifico è costituito da docenti di diverse università italiane e straniere, tra i quali Mario Ascheri, Werner Forner, Fiorenzo Toso e Paolo Aldo Rossi.

## Parametri associativi
L'associazione non ha scopo di lucro e le attività culturali saranno sempre improntate ed ispirate a questo principio. I Soci si impegnano a versare ogni anno la quota associativa, hanno diritto di voto nel Parlamento ordinario, e prestano la propria attività a titolo assolutamente gratuito.
La Cumpagnia è amministrata dal Parlamentu, formato dall'assemblea di tutti i Soci, che viene radunata ogni tre anni per l'approvazione dei conti e l'elezione del nuovo Cunsegliu. Il Consiglio è formato da sedici cunsegliei nominati dal Parlamento. La Cumpagnia è condotta da quattro consuli, dei quali il consule rappresentante è il garante legale dell'associazione oltre a esercitare funzioni di presidenza.

## Amministrazione e organigramma
L'amministrazione ordinaria è gestita dal burò, l'ufficio retto dal segretariu, dal cançelé e dal cascé. Attualmente il consule rappresentante è Rita Zanolla, il consule ansian è Pierino Sismondini, il consule bairu è Marisa De Vincenti Amalberti, il consule gunfaruné è Pierina Giauna Piagentini, il cançelé è Luigino Maccario, il segretariu è Enrico Malan, il cascé è Piergiorgio Panerati. Cunsegliéi sono: Olga Anfosso, Dario Canavese, Pierpaolo Lorenzi, Gianfranco Maggioni, Adriano Meggetto, Adriana Oxilia, Gianfranco Raimondo, Zoraida Romano.

## Aperture associative
Nel 1973 a Savona, dopo una corposa serie di riunioni e di incontri tra esponenti di alcune associazioni liguri fra le quali la Cumpagnia d'i Ventemigliusi, è sorta la Consulta Ligure delle associazioni per la cultura, le arti, le tradizioni e la difesa dell'ambiente, che oggi raggruppa una cinquantina di associazioni, nelle quattro province della regione.